# Pashtun Kot (distrikt)
Pashtun Kot är ett distrikt i Afghanistan. Det ligger i provinsen Faryab, i den norra delen av landet, 400 kilometer väster om huvudstaden Kabul. Administrativ huvudort är Pashtun Kot.
Distriktet beräknades år 2022 ha cirka 221 000 invånare.